# Батиров Шаджа Батирович
Шаджа Батирович Батиров (нар. 3 жовтня 1908, аул Дешт Закаспійської області, потім Бахарденського району Ашхабадської області, тепер Туркменістан — 14 жовтня 1965, місто Ашгабат, Туркменістан) — туркменський радянський державний і партійний діяч, президент Академії наук Туркменської РСР (1959—1965), 1-й секретар ЦК КП (б) Туркменістану (1947—1951). Депутат Верховної Ради СРСР 2—3-го скликань. Кандидат історичних наук (1954), доктор історичних наук (1962). Академік Академії наук Туркменської РСР.

## Біографія
Народився 20 вересня (3 жовтня) 1908 року в родині селянина-бідняка (за іншими даними — заможного купця), виходець з туркменського племені ахалських текінців.
У 1927 році закінчив сільську школу, потім двохрічні педагогічні курси в Ашхабаді. Після закінчення курсів працював вчителем в селі Карагаї Бахарденського району, потом завідувачем інтернату в селищі Бахарден Туркменської РСР. У 1929—1930 роках — голова комітету наймитів Бахарденського району.
Член ВКП(б) з 1930 року.
У 1934 році закінчив Ашхабадський державний педагогічний інститут Туркменської РСР.
У 1934—1936 роках — аспірант і викладач Ашхабадського державного педагогічного інституту.
У 1936—1937 роках — редактор газети «Боротьба за грамотність» Туркменської РСР, завідувач відділу партійного будівництва, заступник редактора газети «Совет Түркменистаны» («Радянський Туркменістан»).
У березні 1937 — січні 1939 року — редактор газети «Совет Түркменистаны» («Радянський Туркменістан»). Одночасно, у 1938 році — директор Інституту мови і літератури Туркменського філіалу Академії наук СРСР.
З березня по вересень 1939 року працював у Народному комісаріаті освіти Туркменської РСР.
У вересні 1939 — 1940 року — директор Інституту мови і літератури Туркменського філіалу Академії наук СРСР.
У 1940—1942 роках — начальник Управління у справах мистецтв при РНК Туркменської РСР.
23 травня 1942 — 1946 року — секретар ЦК КП (б) Туркменістану з пропаганди і агітації. Одночасно, до 4 березня 1948 року — голова Верховної Ради Туркменської РСР.
1946 — 22 вересня 1947 року — 2-й секретар ЦК КП (б) Туркменістану.
22 вересня 1947 — 28 червня 1951 року — 1-й секретар ЦК КП (б) Туркменістану.
У 1951—1954 роках — аспірант Академії суспільних наук при ЦК ВКП(б) (ЦК КПРС) у Москві.
У 1954—1959 роках — директор Чарджоуського педагогічного інституту, завідувач кафедри історії КПРС Туркменського державного педагогічного інституту імені Леніна.
5 червня 1959 — 14 жовтня 1965 року — президент Академії наук Туркменської РСР.
У 1962 році за монографію «Формування і розвиток соціалістичних націй в СРСР» отримав ступінь доктора історичних наук.

## Нагороди
- два ордени Леніна (11.04.1947,)
- орден Трудового Червоного Прапора (.12.1944)
- орден «Знак Пошани»
- орден Вітчизняної війни І ступеня
- медалі